# El atentado de Sarajevo
El atentado de Sarajevo (título original en francés: L'Attentat de Sarajevo) es una novela póstuma del escritor francés Georges Perec, publicada el 5 de mayo de 2016 por la editorial Seuil, en su colección «XXe siècle». El libro corresponde a una antigua novela escrita en 1957, a sus 21 años de edad, antes incluso que El Condotiero, la que era considerada hasta entonces su primera novela acabada, y que también fue publicada póstumamente, en 2013.

## Historia editorial
La novela, relativamente autobiográfica, fue escrita entre septiembre y octubre de 1957, después de su estancia en Yugoslavia ese mismo año. Fue rechazada en su momento por el editor Maurice Nadeau. Se conserva un original mecanografiado en el IMEC (Institut mémoires de l'édition contemporaine). Alrededor de 1992, un original manuscrito fue descubierto por David Bellos en Yugoslavia, en casa del pintor y amigo de Perec Mladen Srbinovic. El texto también se conserva escrito como sinopsis de obra teatral en Varios autores, 1989, extraído de una carta dirigida a Jacques Lederer.
La obra fue exhumada por la prima hermana del autor, Ela Bienenfeld.